# ویلام بلی
ویلام بلی (به انگلیسی: Willam Belli) (زاده ۳۰ ژوئن ۱۹۸۲) زن‌پوش، بازیگر، خواننده-ترانه‌پرداز آمریکایی و نامزد جایزه امی است.